# Violettkronad amazon
Violettkronad amazon (Amazona finschi) är en starkt utrotningshotad papegojfågel som är endemisk för Mexiko.

## Utseende och läten
Violettkronad amazon är en 30,5–34,5 cm lång papegoja med lysande grön fjäderdräkt, rött på pannan och violett på hjässa och halssidor. Handpennorna är spetsade i blåviolett och på de yttre armpennorna syns en röd fläck. Näbben är ljust hornfärgad och benen ljusgrå. Bland de olika hesa lätena hörs gälla "krih-krih", rullande "krreeeih", ett mörkare "kyah'ha" och ett nästan korplikt "krra krra".

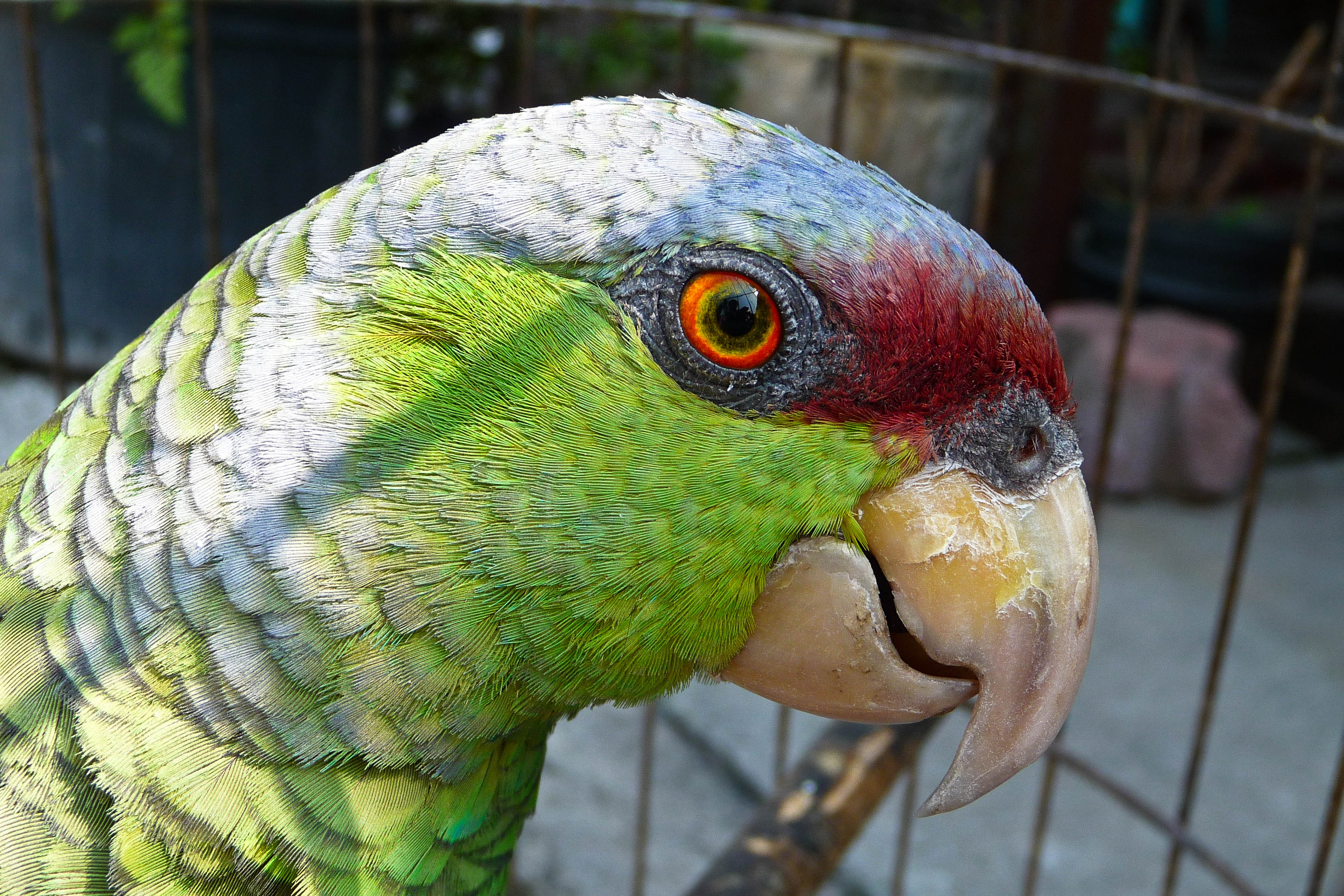
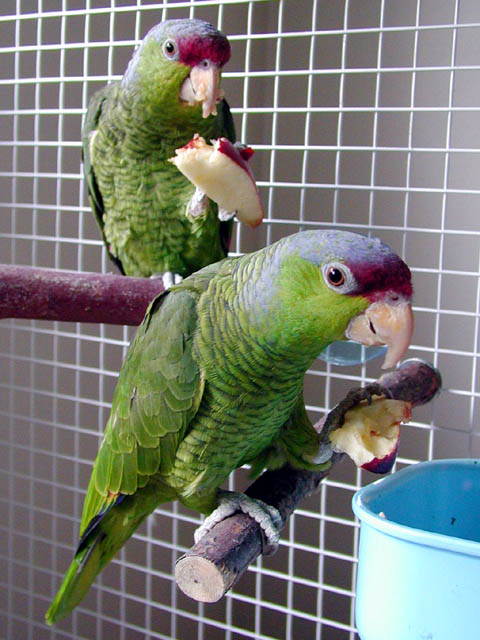
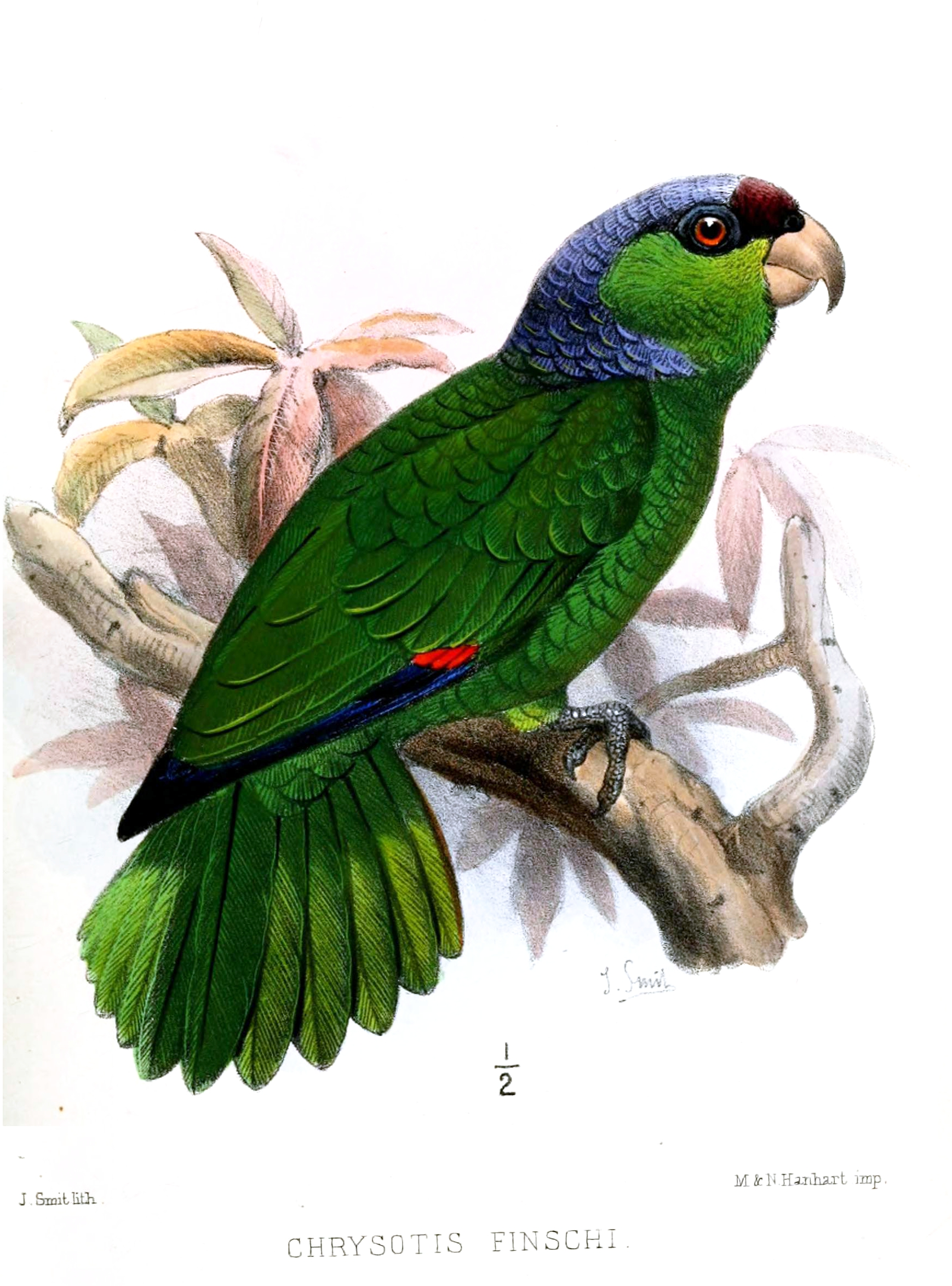
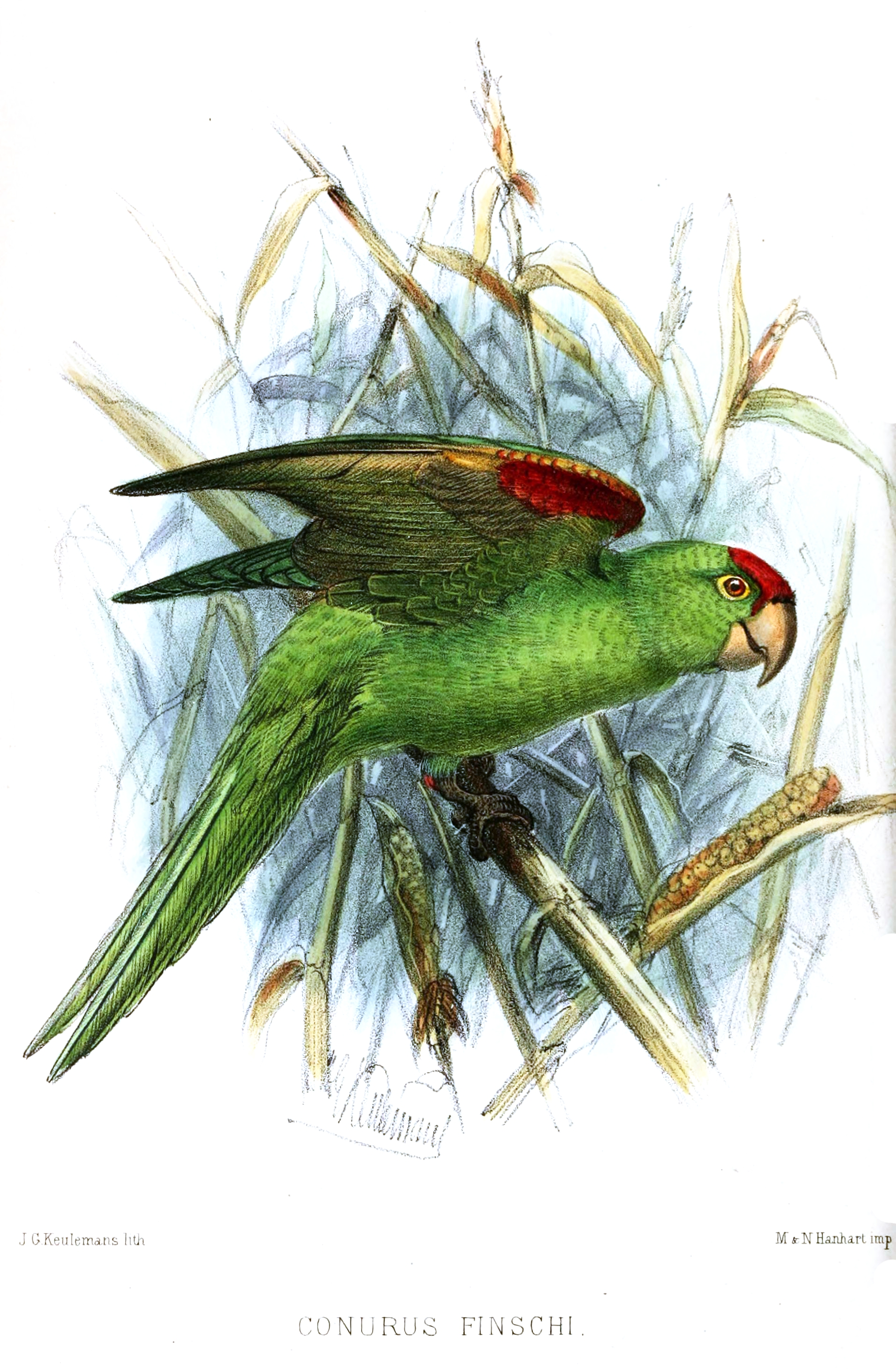

## Utbredning och status
Fågeln förekommer enbart i västra Mexiko, från södra Sonora, Chihuahua och Durango till Oaxaca). IUCN kategoriserar arten som starkt hotad.

## Namn
Fågelns vetenskapliga artnamn hedrar den tyske zoologen Otto Finsch (1839-1917). Det vetenskapliga artnamnet collaria betyder "försedd med halsband". Släktesnamnet Amazona, och därmed det svenska gruppnamnet, kommer av att Georges-Louis Leclerc de Buffon kallade olika sorters papegojor från tropiska Amerika Amazone, helt enkelt för att de kom från området kring Amazonfloden. Ursprunget till flodens namn i sin tur är omtvistat. Den mest etablerade förklaringen kommer från när kvinnliga krigare attackerade en expedition på 1500-talet i området ledd av Francisco de Orellana. Han associerade då till amasoner, i grekisk mytologi en stam av iranska kvinnokrigare i Sarmatien i Skytien. Andra menar dock att namnet kommer från ett lokalt ord, amassona, som betyder "förstörare av båtar".